# 大野の法則
大野の法則（おおののほうそく）は、哺乳類のX染色体がDNA量および遺伝子に関して種を超えて保存されている、というもの。日本の生物学者大野乾が1967年に提唱した。

## 証拠
細胞学的な証拠として、哺乳類のX染色体が異なる種でほとんど同じ長さをもち、ゲノム量の約5%ほどである点。哺乳類の様々な種で、X染色体上の遺伝子が共通なものが多い点。例として、グルコース6リン酸脱水素酵素（G6PD）、血友病AとBにおいて抗血友病グロブリンのペプチド遺伝子（AHGあるいは第8因子）、細胞質トロンボプラスチン構成遺伝子（PTCあるいは第9因子）等。さらには、ある種でX連鎖性の遺伝子が他種で常染色体性となっている例は見られなかった。

## 保存メカニズム
染色体がその内容を変化させるのは、染色体重複によって余分な遺伝子に突然変異を起こすこと、あるいは他の染色体とで転座を起こすことによっても行う。性染色体によって性決定がなされる機構が確立すると、まず、倍数性の染色体重複は性染色体による性決定機構との折り合いが悪いから起こらず、また、同様にX染色体-常染色体間転座も性決定機構との関係から生存に支障を来すため起こりにくい。こうして、哺乳類のゲノムはその脊椎動物時代の祖先の魚か両生類の時代に2回の重複を経て以来（2R仮説 ）、倍数化はなく、X染色体は遺伝的内容が保存されてきたと考えられる。

## 反証ならびに支持証拠
ヒトX染色体の長腕の遺伝子は単孔類のXに含まれ、ヒトXの短腕の遺伝子は有袋類の常染色体に散らばっている。大野はこれにコメントして、単孔類も有袋類も哺乳類の祖先とは考えられず、哺乳類の主系統の初期に枝分かれした動物である、とした。塩素チャンネル遺伝子（CLCN4）はヒトX上にあるが、実験動物のC57BL/6マウスではその第7染色体上にある。この動物の種名はMus masculusであるが、Mus spretusやラットではX染色体上にある。

## 項目掲載辞書・辞典
- George P. Re'dei (2003) "Encyclopedic dictionary of genetics, genomics, and proteomics", 2nd ed. New York: Wiley-Liss, ISBN 0471268216.

## 引用文献
1. 1 2 3  Susumu Ohno (1967) "Sex Chromosomes and Sex-Linked Genes" Berlin:Springer-Verlag.
2. ↑  Susumu Ohno (1970) "Evolution by Gene Duplication" Springer-Verlag.
3. ↑  Watson JM, Riggs A. (1992) Gene mapping studies confirm the homology between the platypus X and echidna X1 chromosomes and identify a conserved ancestral monotreme X chromosome. Chromosoma 101(10):596-601.
4. ↑  Ohno S (1993) Patterns in genome evolution. Curr Opin Genet Dev. 3(6):911-4
5. ↑  Palmer S, Perry J, Ashworth A. (1995) A contravention of Ohno's law in mice. Nat Genet. 10(4):472-6.